# Leeds (Dakota del Nord)
Leeds és una població dels Estats Units a l'estat de Dakota del Nord. Segons el cens del 2000 tenia 464 habitants.

## Demografia
Segons el cens del 2000, Leeds tenia 464 habitants, 212 habitatges, i 129 famílies. La densitat de població era de 389,5 hab./km².
Dels 212 habitatges en un 28,3% hi vivien nens de menys de 18 anys, en un 51,4% hi vivien parelles casades, en un 8% dones solteres, i en un 38,7% no eren unitats familiars. En el 37,3% dels habitatges hi vivien persones soles el 23,6% de les quals corresponia a persones de 65 anys o més que vivien soles. El nombre mitjà de persones vivint en cada habitatge era de 2,19 i el nombre mitjà de persones que vivien en cada família era de 2,9.
Per edats la població es repartia de la següent manera: un 25,4% tenia menys de 18 anys, un 3,7% entre 18 i 24, un 22,6% entre 25 i 44, un 24,1% de 45 a 60 i un 24,1% 65 anys o més.
L'edat mediana era de 44 anys. Per cada 100 dones de 18 o més anys hi havia 93,3 homes.
La renda mediana per habitatge era de 31.953 $ i la renda mediana per família de 49.444 $. Els homes tenien una renda mediana de 30.500 $ mentre que les dones 17.279 $. La renda per capita de la població era de 19.869 $. Entorn del 6,7% de les famílies i el 13,5% de la població estaven per davall del llindar de pobresa.

## Poblacions més properes
El següent diagrama mostra les poblacions més properes.